# Zhiman Shuiku
Zhiman Shuiku (kinesiska: 志满水库) är en reservoar i Kina. Den ligger i provinsen Guangdong, i den södra delen av landet, omkring 380 kilometer sydväst om provinshuvudstaden Guangzhou. Zhiman Shuiku ligger 46 meter över havet. Arean är 0,69 kvadratkilometer. Trakten runt Zhiman Shuiku består till största delen av jordbruksmark. Den sträcker sig 1,1 kilometer i nord-sydlig riktning, och 1,6 kilometer i öst-västlig riktning.
Genomsnittlig årsnederbörd är 2 012 millimeter. Den regnigaste månaden är augusti, med i genomsnitt 388 mm nederbörd, och den torraste är februari, med 14 mm nederbörd.